# Unterseeboot 2519
Pour les articles homonymes, voir Type 21.
Le U-2519 est un sous-marin allemand de type XXI conçu durant la Seconde Guerre mondiale. Ce type de sous-marins a inspiré les ingénieurs en construction navale jusque dans les années 1960. Il est sabordé le 3 mai 1945, à Kiel, par le commandant Cremer.

## Historique
Le sous-marin U-2519 a été construit à partir du 24 août 1944 sur le chantier naval Blohm & Voss à Hambourg. Affecté à la 31e flottille, il a été lancé le 13 octobre 1944 pour ses premiers tests, et mis en service le 15 novembre 1944, sous le commandement du commandant Peter-Erich Cremer. Le commandant Cremer avait déjà coulé six navires et en avait endommagé deux autres lorsqu'il prit le commandement de l'U-2519. Comme les commandants Schnee, Bülow, Emmermann, Witt and Topp, le commandant Cremer eut l'occasion de tester ce sous-marin révolutionnaire. Il l'a commandé jusqu'au 3 mai 1945. Faute de temps, l'U-2519 n'a mené aucune mission opérationnelle et a été sabordé le 3 mai 1945, à Kiel. Émanant du commandement des U-Boote (ou : BdU) le nom de code "Regenbogen" donna en effet le signal du sabordement d'une centaine de sous-marins allemands, pour la plupart de type XXI, dans les ports de Warnemünde, de Travemünde, de Fehmarn, de Hambourg, d'Eckernförde et de Kiel, où se trouvait alors le U-2519.

## Construction

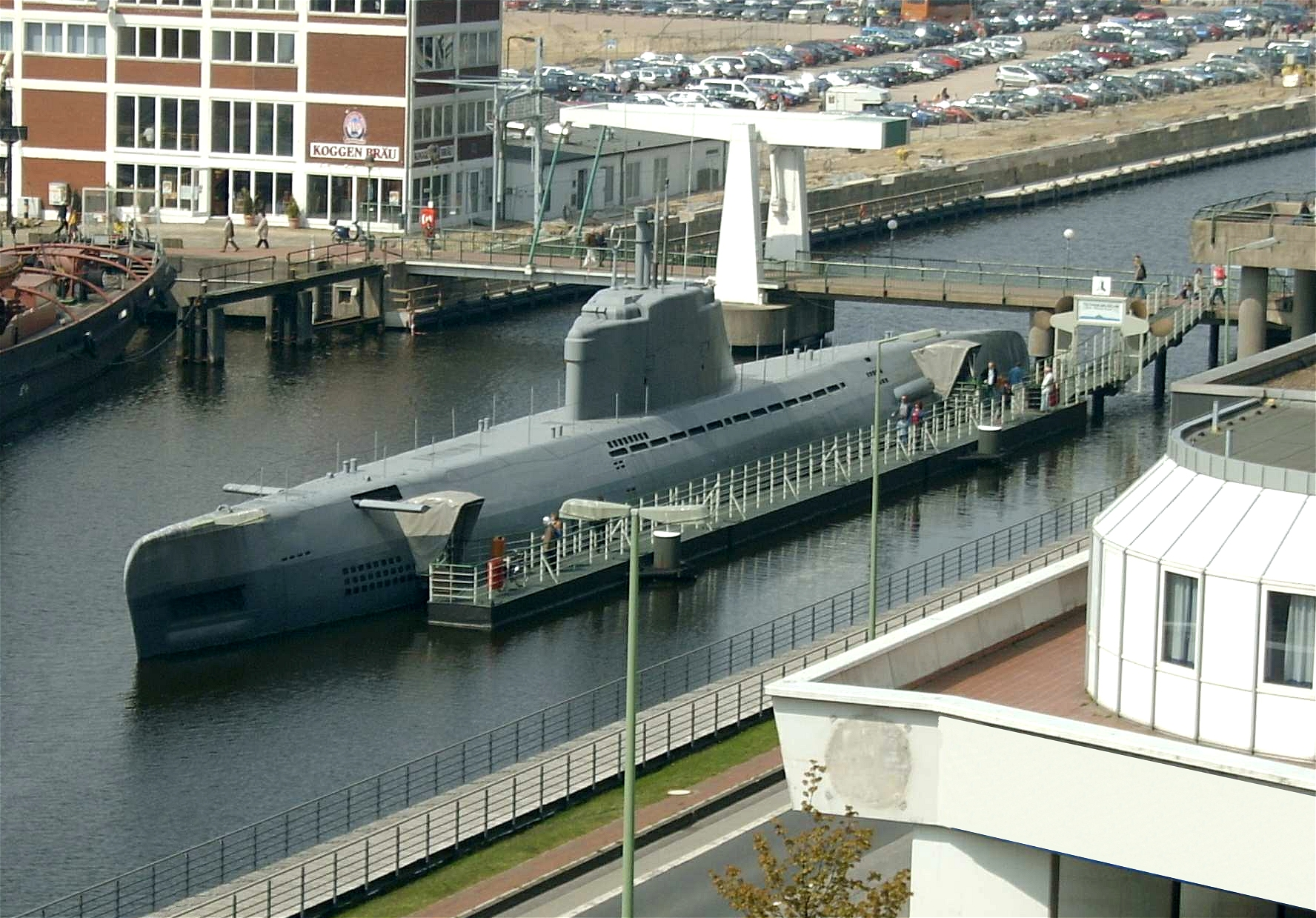
Le Type XXI du musée de Bremerhaven.

Le type XXI, ou E-boot, pour Elektroboot, est un sous-marin révolutionnaire pour l'époque. Il est capable d'atteindre la vitesse de 17,5 nœuds en plongée et de parcourir plus de 220 nautiques sous l'eau à sa vitesse de croisière (4 à 5 nœuds). Ses moteurs Diesel le propulsaient à plus de 15,6 nœuds en surface. En plongée, ses moteurs électriques le propulsaient à plus de 17,5 nœuds. Il était donc plus rapide en plongée, que sur l'eau. 
Les batteries électriques était trois fois plus nombreuses que celles d'un U-boat de classe VII-C. Elles lui donnaient ainsi une plus grande autonomie, réduisant le temps pendant lequel il devait les recharger en surface ou avec son schnorkel. Ses batteries lui permettaient de naviguer en plongée pendant deux ou trois jours, à 5 nœuds, en n'utilisant son schnorkel que durant 5 heures. Son autonomie, grâce à ces dispositifs, pouvaient atteindre 25 000 km. 
Son armement anti-navires et anti-sous-marins était de 6 tubes lance-torpilles, et de 533 mm à l'avant. Il embarquait 23 torpilles acoustiques, pouvant être tirées à 50 m de profondeur), 6 torpilles dans les tubes lance-torpilles et 17 torpilles en réserve. Deux tourelles doubles de 20 ou 30 mm, intégrées à l'avant et à l'arrière du massif, assuraient sa défense antiaérienne.
Pour l'écoute, il était équipé d'un sonar passif très sensible pour l'époque, logé à la base de l'étrave. Il embarquait aussi un détecteur de radar et un radar de veille de surface; ainsi que deux périscopes ; un d'attaque et un autre de veille.
Le type XXI était beaucoup plus silencieux que le type VII-C. La coque épaisse du type XXI était identique à celle du Type XVII : de section en « 8 » horizontal, mais avec un carénage extérieur. Elle comprenait huit sections préfabriquées, qui étaient livrées séparément et ensuite assemblées sur le chantier naval. Le principe du carénage extérieur augmentait le volume intérieur et facilitait la pose d'une coque extérieure hautement hydrodynamique. Un programme prévoyait la construction prioritaire de 1 500 unités (U-2500 à U-4000) à la cadence de trois par semaine. L'amirauté allemande avait prévu deux variantes : le Type XXI-B et le Type XXI-C. Ils devaient avoir des coques plus longues afin de faire passer le nombre de tubes lance-torpilles de 6 à 12 et 18 respectivement. Aucun de ces deux modèles ne fut fabriqué. La mise au point complexe d'un sous-marin aussi innovant fut trop longue pour modifier l'histoire de la guerre navale de manière décisive. Aucun navire allié n'a été coulé par un type XXI. Le type XXI est toutefois considéré comme le premier sous-marin intégral, capable de naviguer en permanence sous l'eau.